# Orka przedzimowa
Orka przedzimowa (ziębla) – najgłębsza orka, która pozostawia rolę na zimę w ostrej skibie. Taki sposób uprawy roli powoduje jej dobre przemarznięcie i pokruszenie skib oraz powoduje nagromadzenie większej ilości wody z roztopów. Orka ta powinna być wykonana na całą miąższość warstwy ornej (około 30 cm). W przypadku uprawy roślin głęboko korzeniących się, ziębla powinna być dodatkowo pogłębiona. Efekt ostrej skiby uzyskuje się dzięki wąskiemu stosunkowi głębokości do szerokości orki (1,1–1,2). Uprawkę tę wykonuje się jesienią pod rośliny jare.
Aby orka przedzimowa została wykonana w sposób odpowiedni, trzeba zwrócić szczególną uwagę na stopień uwilgotnienia gleby. Jej przeprowadzenie w przypadku zbyt suchej gleby może być trudne do zrealizowania, a nadmierna wilgotność podczas wykonywania tego zabiegu może przyczynić się do zniszczenia struktury gruzełkowatej gleby oraz powstawania szkodliwej dla roślin podeszwy płużnej.
Nazywanie ziębli orką zimową jest błędne, gdyż orka zimowa wykonywana jest zimą (rzadko).